# Бена
 Тази статия е за етническата група в Танзания.  За селото в Северна Италия вижте Бена (Италия).  
Бена са голяма етническа и лингвистична група в региона Иринга, Южно-централна Танзания, която говори езика бена, спадащ към банту. През 2001, популацията им е 670 000.
Териториите им включват Уабена Нджомбе и Уабена Уланга. На територия от над 2000 метра, те отглеждат картофи, жито, ръж и други студенолюбиви растения. 